# パノラマ島奇談
- パノラマ島奇談
- パノラマ島奇譚
- パノラマ島綺譚

『パノラマ島奇談』（パノラマとうきたん）は、江戸川乱歩の著した中編小説である。『新青年』に1926年（大正15年）から1927年（昭和2年）にかけて連載された。

## 概要
本作は『新青年』1926年10月号から1927年4月号に5回にわたって連載された（1926年12月号と1927年3月号は休載）。連載時の編集者は横溝正史である。
初出時のタイトルは『パノラマ島奇譚』で、単行本収録時に『パノラマ島奇談』と改題された。しかし、収録時等の表記は「奇譚」、「奇談」、「綺譚」等必ずしも一定していない。
乱歩の念頭にはエドガー・アラン・ポーの「アルンハイムの領地」や「ランダーの屋敷」があったようだが、連載時はパノラマ島の描写が退屈がられたのか、あまり好評ではなかったという。しかし、後に萩原朔太郎の賞賛を受ける等、評価されるようになったと乱歩は語っていた。

## あらすじ
売れない物書きの人見廣介は、定職にも就かない極貧生活の中で、自分の理想郷を作ることを夢想していた。そんなある日、容姿が自分と瓜二つの大富豪・菰田源三郎が病死したという話を、知り合いの新聞記者から聞く。人見と菰田はかつて同じ大学に通っており、友人たちからは双生児の兄弟と揶揄されていた。菰田がてんかん持ちであり、てんかん持ちは死亡と診断された後に息を吹き返すこともあるという話、さらに菰田家の墓のある地域は土葬の風習が残っているということを知った人見の中に、ある壮大な計画が芽生える。それは菰田が蘇生したかのように装って菰田家に入り込み、その莫大な財産を使って、理想通りの地上の楽園を創造することであった。
人見は自身の自殺を偽装して、菰田家のあるM県に向かうと、墓を暴いて菰田の死体を掘り起こし、隣の墓の下に埋めなおした。そしてさも菰田が息を吹き返したように装って、まんまと菰田家に入り込むことに成功する。人見は菰田家の財産を処分して、M県S郡の南端にある小島・沖の島に、長い間、夢見ていた理想郷を建設していく。
一方、蘇生後は自分を遠ざけ、それまで興味関心を示さなかった事業に熱中する夫を、菰田の妻・千代子は当惑して見つめていた。千代子に、自分が菰田でないことを感付かれたと考えた人見は、千代子を自らが建設した理想郷・パノラマ島に誘う。人見が建設した理想郷とはどのようなものだったのか。そして千代子の運命は？

## 登場人物
人見廣介（ひとみ ひろすけ）売れない物書き。現実に諦観を抱き、独特の理想郷を夢想する日々を送っている。
菰田源三郎（こもだ げんざぶろう）廣介の大学の同窓生の大富豪。「双生児」と揶揄された程に、廣介と瓜二つの容姿をしている。持病のてんかんの発作で命を落とす。
千代子（ちよこ）菰田の若妻。生還後、急に素っ気なくなった夫に不審と思慕の入り混じった感情を抱く。
北見小五郎（きたみ こごろう）文学者。菰田の妹の依頼でパノラマ島に侵入する。

## 収録
- 『パノラマ島綺譚 江戸川乱歩ベストセレクション6』（角川ホラー文庫）2009年5月 ISBN 978-4-04-105333-1
- 『パノラマ島奇談』（江戸川乱歩文庫 - 春陽堂書店）2015年7月 ISBN 978-4-39-430152-3

## 登場人物と舞台のモデル
作中ではM県S郡と書かれているが、舞台は三重県（Mie県）の鳥羽（鳥羽は旧志摩郡=Shima郡）の離島であるとされる。乱歩は1917年（大正6年）に鳥羽にある鳥羽造船所電機部（現シンフォニアテクノロジー）に就職。庶務課に配属されたが、毎日のように窓から離島を眺めていたという。また鳥羽湾にある、島全体がレジャー施設であるミキモト真珠島も、小説の舞台の要素として取り入れているとされる。
作家の伊藤裕作らは、作中の路程などから三重県の旧椋本村（現・津市）が舞台設定に反映されているほか、椋本出身で農業用ため池を開発した駒田五良八と、紅茶輸出を手掛けた駒田作五郎が、菰田源三郎のモデルであると推測している。また、エドガー・アラン・ポー「アルンハイムの地所」と谷崎潤一郎「金色の死」の影響を指摘している。

## 漫画
1971年、『血とばらの悪魔』として高階良子によって漫画化された。
2008年、『パノラマ島綺譚』丸尾末広（脚色作画）月刊コミックビーム2007年7月号 - 2008年1月号 連載 エンターブレイン ISBN 978-4-7577-3969-7

## テレビドラマ
1982年、土曜ワイド劇場『江戸川乱歩の美女シリーズ』（テレビ朝日）にて「天国と地獄の美女」として放送された。